# Chen Liangyu
Chen Liangyu (chinesisch 陳良宇 / 陈良宇, Pinyin Chén Liángyǔ; * 1946 in Ningbo) ist ein chinesischer Politiker. Er war Bürgermeister von Shanghai und von 2002 bis 2006 Mitglied des Politbüro der Kommunistischen Partei Chinas (KPCh). Wegen Korruption wurde er 2007 aus der KPCh ausgeschlossen und 2008 zu einer 18-jährigen Freiheitsstrafe verurteilt.

## Politische Karriere
Chen studierte Architektur in der Volksbefreiungsarmee und graduierte als Ingenieur. Er trat 1980 in die KPCh ein und stieg schnell in Shanghai die politische Karriereleiter hinauf. Dort wurde er 1996 zum Vize-Bürgermeister ernannt. Vom 7. Dezember 2001 bis zum 21. Februar 2003 war er amtierender Bürgermeister.
Am 16. Nationalen Volkskongress wurde er 2002 in das 25-köpfige Politbüro der KPCh gewählt. Er wurde Parteichef in Shanghai, dessen Wirtschaft boomte.  So holte er die Expo 2010 in die Metropole Shanghai. Chen wurde damit zu einem national beachteten Parteifunktionär, der häufig in den Medien präsent war. Er wurde vom ehemaligen Partei- und Staatspräsidenten Jiang Zemin protegiert und gehörte dessen sogenannter „Shanghai-Clique“ an. Wiederholt konnte er sich Forderungen der Parteizentrale in Beijing nach Drosselung des Wirtschaftswachstums und Bekämpfung der Korruption erfolgreich widersetzen.
Auf dem jährlichen Plenum des Zentralkomitees am 25. September 2006 setzte ihn der amtierende Parteipräsident Hu Jintao dann überraschend als Parteichef von Shanghai ab. Offizielle Begründung war die Verwicklung in einen Skandal um den städtischen Rentenfonds, Deckung illegaler Aktionen seiner Mitarbeiter und die Begünstigung von Familienangehörigen.
Am 26. Juli 2007 wurde er aus der KPCh ausgeschlossen. Das mittlere Volksgericht Nr. 2 in Tianjin verurteilte ihn am 11. April 2008 zu 18 Jahren Gefängnis wegen Bestechung und Machtmissbrauch. Er wurde der Gehilfenschaft bei der unrechtmäßigen Entnahme von mehreren 100 Millionen Euro aus dem Rentenfonds beschuldigt. Er war das höchste Mitglied der KPCh in den 2000-Jahren, das von all seinen Ämtern enthoben und zu einer Freiheitsstrafe verurteilt wurde.